# Polyphemos (mythologie)

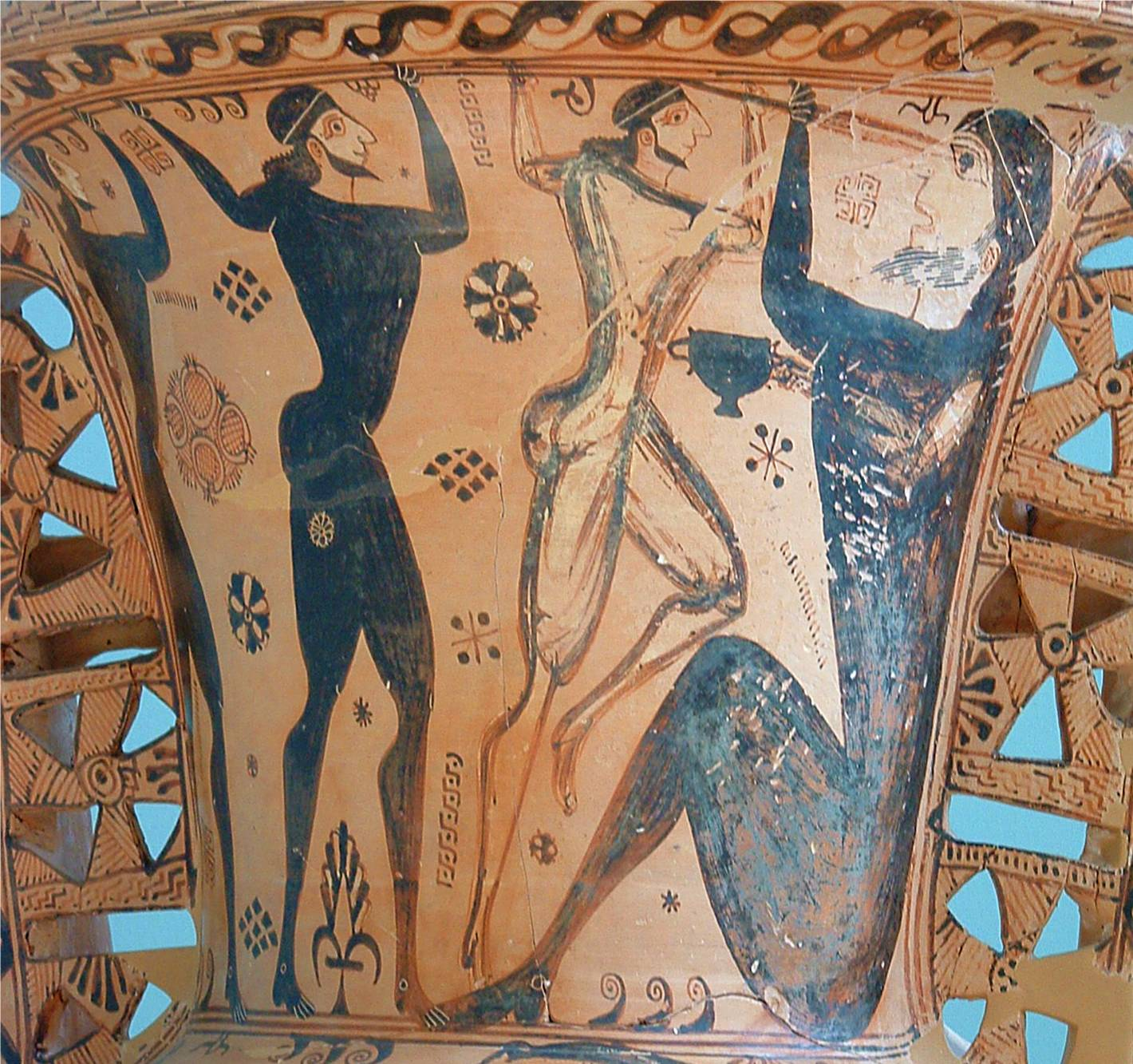
Odysseus en zijn mannen verblinden de cycloop Polyphemos (detail van een proto-attische amfora uit ± 650 v.Chr., in het museum van Eleusis)

Polyphemos (Grieks: Πολύφημος) of Polyphemus (Latijn) is een figuur uit de Griekse mythologie. Hij is een cycloop; zoon van de zeegod Poseidon en de zeenimf Thoosa. Polyphemos woont op een eiland in een grot, waar hij een kudde schapen houdt die hij dagelijks weidt. Wanneer de heros Odysseus en zijn bemanning voet aan wal zetten, worden ze in de grot, waarvan de toegang afgesloten wordt door een zware rots, gevangen gehouden. Iedere dag eet de cycloop een aantal mannen op. Odysseus heeft voor Polyphemos een gastgeschenk meegenomen: wijn. Als dank daarvoor belooft Polyphemos Odysseus als laatste op te eten.
Om aan de dood te ontkomen bedenkt Odysseus een list: hij stelt zich voor aan Polyphemos als "Niemand" ("Οὖτις" (Outis) in het Grieks), en voert hem dronken met onversneden wijn. Zodra de cycloop slaapt nemen de mannen een groot stuk hout dat bij het vuur ligt en vormen het met hun zwaarden tot een scherpe spies; de punt wordt in het vuur gloeiend gemaakt. Odysseus en zijn mannen drijven de staak met kracht in het slapende oog van Polyphemos. De blinde cycloop ontwaakt brullend van de pijn en probeert tevergeefs zijn belagers te doden. De Grieken zijn echter nog niet gered, want de opening naar buiten wordt door een reusachtige rots versperd. Odysseus realiseert zich dat zij de rots nooit kunnen verplaatsen en besluit te wachten totdat Polyphemos zijn kudde gaat weiden.
Polyphemos verplaatst op een gegeven moment de rots om de weg voor zijn schapen vrij te maken. Hijzelf zit bij de toegang en controleert op de tast of het wel alleen schapen zijn die de grot verlaten. Daarom binden de Grieken zich hangend onder de schapen vast. Odysseus hangt onder een ram. Wanneer de cycloop door heeft dat ze zijn ontsnapt, roept hij hulp. De andere cyclopen vragen wie hem het oog heeft uitgestoken, waarop Polyphemos antwoordt: "Niemand heeft mij dit aangedaan!"
Nadat Odysseus en zijn mannen weer op het schip zijn, maakt hij een grote fout. Hij roept dat hij Odysseus van Ithaka is en wordt daarbij tot twee keer toe bijna geraakt door de stenen die Polyphemos naar het schip gooit. Nu Polyphemos Odysseus' naam weet, vervloekt hij Odysseus en roept zijn vader Poseidon aan. Deze zal Odysseus gedurende zijn omzwervingen over de zeeën tegenwerken.